# Maria Grazia Siliquini
Maria Grazia Siliquini (Torino, 15 aprile 1948) è una politica e avvocata italiana.

## Biografia
Laureata in Giurisprudenza, svolge l'attività di avvocata cassazionista.

### La carriera politica

#### Gli inizi nella Lega Nord
Aderisce alla Lega Nord, e nel 1994 è eletta al Senato della Repubblica per il Polo delle Libertà con il recupero proporzionale (venendo ripescata dal collegio Torino 3), è Segretario della Commissione Giustizia.

#### Il passaggio al CCD e ad Alleanza Nazionale
A dicembre 1994 abbandona la Lega Nord ed aderisce al Centro Cristiano Democratico di Pier Ferdinando Casini.
Nel 1996 è rieletta al Senato della Repubblica, sempre con il recupero proporzionale, per il Centro Cristiano Democratico, nel Polo delle Libertà, ma dopo circa un anno aderisce ad Alleanza Nazionale. È membro della Giunta delle elezioni e delle immunità parlamentari, della 1ª Commissione permanente (Affari Costituzionali), della 2ª Commissione permanente (Giustizia), della 9ª Commissione permanente (Agricoltura e produzione agroalimentare), della 11ª Commissione permanente (Lavoro, previdenza sociale), del Comitato parlamentare per i procedimenti di accusa, della Commissione di controllo enti gestori previdenza assistenza, del Comitato parlamentare di controllo dell'Accordo di Schengen della Commissione consultiva attuazione riforma amministrativa. Diviene responsabile nazionale del dipartimento Libere Professioni di AN.
Alle elezioni politiche del 2001 è confermata al Senato della Repubblica, nuovamente con il recupero proporzionale, per la Casa delle Libertà, in quota AN. È nominata Sottosegretario del Ministero dell'Istruzione, dell'Università e della Ricerca nel secondo e terzo governo Berlusconi con delega alle questioni riguardanti la partecipazione alle attività relative all'accesso alle amministrazioni e alle professioni intellettuali; al monitoraggio dell'attuazione degli obiettivi per i quali sono state assegnate le risorse all'Università; ai progetti relativi a istruzione post-secondaria e degli adulti; allo stato giuridico ed economico del personale del Ministero ivi compresa la formazione; ai progetti e programmi di semplificazione normativa.
Ha ricevuto dal Ministro Letizia Moratti l'incarico di direzione e coordinamento, relativamente alle competenze del MIUR, delle azioni relative allo svolgimento dei XX Giochi Olimpici invernali di Torino 2006 e ha avuto la delega a rappresentare il Ministro nel coordinamento delle attività della Presidenza italiana dell'Iniziativa Adriatico-Ionica. Ha contribuito alla stesura del nuovo regolamento elettorale per gli Ordini Professionali, e al DM per la riforma del Corso di Laurea di Giurisprudenza.
È membro della 7ª Commissione permanente (Istruzione pubblica, beni culturali).
Alle elezioni politiche del 2006 è eletta alla Camera dei Deputati nella circoscrizione Piemonte 1 nella lista di AN. È membro della 2ª Commissione (Giustizia), nella quale si occupa di libere professioni.
È Responsabile dell'Ufficio Libere Professioni di Alleanza Nazionale sino alla data di scioglimento del partito.
Alle elezioni politiche del 2008 è rieletta nel PdL alla Camera dei Deputati sempre nella circoscrizione Piemonte 1. È membro della 2ª commissione (Giustizia) e della Giunta delle Elezioni.
Nel giugno del 2009 viene nominata relatrice in Commissione Giustizia alla Camera dei deputati del provvedimento di riforma delle Professioni Intellettuali (AC-3).

#### L'adesione al PdL e la breve parentesi in FLI
Nel maggio del 2010 entra a far parte dell'associazione finiana Generazione Italia, come membro del comitato nazionale. Assume anche la responsabilità del coordinamento regionale del Piemonte, insieme al Sen. Menardi.
Il 30 luglio decide di uscire dal PdL e dal suo gruppo parlamentare per aderire a quello finiano di Futuro e Libertà per l'Italia.
Il 14 dicembre 2010 ha votato contro la sfiducia al governo Berlusconi, abbandona FLI e ha annunciato l'adesione al Gruppo misto..
Entra nel nuovo gruppo di Iniziativa Responsabile a sostegno del Governo diventando vice capogruppo in rappresentanza degli ex finiani di Azione Popolare.
Designata nel CDA di Poste Italiane dal governo, qualche giorno dopo rinuncia all'incarico, preferendo restare in Parlamento.
Dopo circa vent'anni consecutivi in Parlamento, alle elezioni politiche del 2013 non si ricandida più.